# All England Open Badminton Championships

Logo der All England Open Badminton Championships

Als All England Open Badminton Championships, oder kurz All England, werden die internationalen Meisterschaften von England im Badminton bezeichnet. Sie sind das älteste regelmäßig ausgetragene Badmintonturnier überhaupt und galten bis zur Einführung der Badminton-Weltmeisterschaft im Jahr 1977 als inoffizielle Individual-Weltmeisterschaft. Die All England gingen aus den Guildford Open hervor.

## Austragungsorte
Das Turnier hat bisher an acht verschiedenen Veranstaltungsorten stattgefunden. Derzeitiger Austragungsort ist seit 1994 die Arena Birmingham in Birmingham.
| Austragungsjahre | Halle                                                              | Austragungsort              |
| ---------------- | ------------------------------------------------------------------ | --------------------------- |
| 1899–1901        | Hauptquartier der London Scottish Rifles                           | Buckingham Gate             |
| 1902             | Crystal Palace Central Transept                                    | Sydenham Hill               |
| 1903–1909        | Hauptquartier der London Rifles Brigade’s City                     | Bunhill Row, Islington      |
| 1910–1939        | Royal Horticultural Halls                                          | Vincent Square, Westminster |
| 1947–1949        | Harringay Arena, North London Stadium                              | London                      |
| 1950–1956        | Empress Hall                                                       | Earls Court                 |
| 1957–1993        | Wembley Arena                                                      | Wembley, London             |
| seit 1994        | Utilita Arena Birmingham (National Indoor Arena/Barclaycard Arena) | Birmingham                  |

## Die Sieger
| Jahr      | Herreneinzel                                    | Dameneinzel                                     | Herrendoppel                                    | Damendoppel                                     | Mixed                                             |
| --------- | ----------------------------------------------- | ----------------------------------------------- | ----------------------------------------------- | ----------------------------------------------- | ------------------------------------------------- |
| 1899      | nicht ausgetragen                               | nicht ausgetragen                               | D. Oakes Stewart Marsden Massey                 | Meriel Lucas Mary Violet Graeme                 | D. Oakes Daisey St. John                          |
| 1900      | Sydney H. Smith                                 | Ethel B. Thomson                                | H. L. Mellersh F. S. Collier                    | Meriel Lucas Mary Violet Graeme                 | D. Oakes Daisey St. John                          |
| 1901      | H. W. Davies                                    | Ethel B. Thomson                                | H. L. Mellersh F. S. Collier                    | Daisey St. John E. Moseley                      | F. S. Collier Ellen Mary Stawell-Brown            |
| 1902      | Ralph Watling                                   | Meriel Lucas                                    | H. L. Mellersh F. S. Collier                    | Ethel B. Thomson Meriel Lucas                   | L. U. Ransford E. Moseley                         |
| 1903      | Ralph Watling                                   | Ethel B. Thomson                                | Stewart Marsden Massey Edward Louis Huson       | Mabel Hardy Dorothea K. Douglas                 | George Alan Thomas Ethel B. Thomson               |
| 1904      | Henry Norman Marrett                            | Ethel Thomson Larcombe                          | Albert Davis Prebble Henry Norman Marrett       | Ethel B. Thomson Meriel Lucas                   | Henry Norman Marrett Dorothea Douglass            |
| 1905      | Henry Norman Marrett                            | Meriel Lucas                                    | C. T. J. Barnes Stewart Marsden Massey          | Ethel B. Thomson Meriel Lucas                   | Henry Norman Marrett Hazel Hogarth                |
| 1906      | Norman Wood                                     | Ethel Thomson Larcombe                          | Henry Norman Marrett George Alan Thomas         | Ethel B. Thomson Meriel Lucas                   | George Alan Thomas Ethel B. Thomson               |
| 1907      | Norman Wood                                     | Meriel Lucas                                    | Albert Davis Prebble Norman Wood                | G. L. Murray Meriel Lucas                       | George Alan Thomas G. L. Murray                   |
| 1908      | Henry Norman Marrett                            | Meriel Lucas                                    | Henry Norman Marrett George Alan Thomas         | G. L. Murray Meriel Lucas                       | Norman Wood Meriel Lucas                          |
| 1909      | Frank Chesterton                                | Meriel Lucas                                    | Frank Chesterton Albert Davis Prebble           | G. L. Murray Meriel Lucas                       | Albert Davis Prebble Penelope Dora Harvey Boothby |
| 1910      | Frank Chesterton                                | Meriel Lucas                                    | Henry Norman Marrett George Alan Thomas         | Mary K. Bateman Meriel Lucas                    | Guy Sautter Dorothy Cundall                       |
| 1911      | Guy Sautter                                     | Margaret Larminie                               | Percy Douglas Fitton Edward Hawthorn            | Alice Gowenlock Dorothy Cundall                 | George Alan Thomas Margaret Larminie              |
| 1912      | Frank Chesterton                                | Margaret Rivers Tragett                         | Henry Norman Marrett George Alan Thomas         | Alice Gowenlock Dorothy Cundall                 | Edward Hawthorn Hazel Hogarth                     |
| 1913      | Guy Sautter                                     | Lavinia Clara Radeglia                          | Frank Chesterton George Alan Thomas             | Hazel Hogarth Mary K. Bateman                   | Guy Sautter M. E. Mayston                         |
| 1914      | Guy Sautter                                     | Lavinia Clara Radeglia                          | Frank Chesterton George Alan Thomas             | Margaret L. Rivers Tragett Eveline Peterson     | George Alan Thomas Hazel Hogarth                  |
| 1915 1919 | wegen des Ersten Weltkrieges nicht ausgetragen  | wegen des Ersten Weltkrieges nicht ausgetragen  | wegen des Ersten Weltkrieges nicht ausgetragen  | wegen des Ersten Weltkrieges nicht ausgetragen  | wegen des Ersten Weltkrieges nicht ausgetragen    |
| 1920      | George Alan Thomas                              | Kitty McKane                                    | Archibald Frank Engelbach Raoul du Roveray      | Lavinia Clara Radeglia Violet Elton             | George Alan Thomas Hazel Hogarth                  |
| 1921      | George Alan Thomas                              | Kitty McKane                                    | George Alan Thomas Frank Hodge                  | Margaret McKane Stocks Kitty McKane             | George Alan Thomas Hazel Hogarth                  |
| 1922      | George Alan Thomas                              | Kitty McKane                                    | Guy Sautter Frank Devlin                        | Margaret Rivers Tragett Hazel Hogarth           | George Alan Thomas Hazel Hogarth                  |
| 1923      | George Alan Thomas                              | Lavinia Clara Radeglia                          | Frank Devlin Gordon Mack                        | Margaret Rivers Tragett Hazel Hogarth           | Gordon Mack Margaret Rivers Tragett               |
| 1924      | Gordon Mack                                     | Kitty McKane                                    | George Alan Thomas Frank Hodge                  | Margaret McKane Stocks Kitty McKane             | Frank Devlin Kitty McKane                         |
| 1925      | Frank Devlin                                    | Margaret Stocks                                 | Herbert Uber Arthur Kenneth Jones               | Margaret Rivers Tragett Hazel Hogarth           | Frank Devlin Kitty McKane                         |
| 1926      | Frank Devlin                                    | Marjorie Barrett                                | Frank Devlin Gordon Mack                        | A. M. Head Violet Elton                         | Frank Devlin Eveline Peterson                     |
| 1927      | Frank Devlin                                    | Marjorie Barrett                                | Frank Devlin Gordon Mack                        | Margaret L. Rivers Tragett Hazel Hogarth        | Frank Devlin Eveline Peterson                     |
| 1928      | Frank Devlin                                    | Margaret Rivers Tragett                         | George Alan Thomas Frank Hodge                  | Marjorie Barrett Violet Elton                   | Albert Edward Harbot Margaret Rivers Tragett      |
| 1929      | Frank Devlin                                    | Marjorie Barrett                                | Frank Devlin Gordon Mack                        | Marjorie Barrett Violet Elton                   | Frank Devlin Marian Horsley                       |
| 1930      | Donald C. Hume                                  | Marjorie Barrett                                | Frank Devlin Gordon Mack                        | Marjorie Barrett Violet Elton                   | Herbert Uber Betty Uber                           |
| 1931      | Frank Devlin                                    | Marjorie Barrett                                | Frank Devlin Gordon Mack                        | Marian Horsley Betty Uber                       | Herbert Uber Betty Uber                           |
| 1932      | Ralph Nichols                                   | Leoni Kingsbury                                 | Donald C. Hume Raymond M. White                 | Marjorie Barrett Leoni Kingsbury                | Herbert Uber Betty Uber                           |
| 1933      | Raymond M. White                                | Alice Woodroffe                                 | Donald C. Hume Raymond M. White                 | Marjorie Bell Thelma Kingsbury                  | Donald C. Hume Betty Uber                         |
| 1934      | Ralph Nichols                                   | Leoni Kingsbury                                 | Donald C. Hume Raymond M. White                 | Marjorie Henderson Thelma Kingsbury             | Donald C. Hume Betty Uber                         |
| 1935      | Raymond M. White                                | Betty Uber                                      | Donald C. Hume Raymond M. White                 | Marjorie Henderson Thelma Kingsbury             | Donald C. Hume Betty Uber                         |
| 1936      | Ralph Nichols                                   | Thelma Kingsbury                                | Leslie Nichols Ralph Nichols                    | Marjorie Henderson Thelma Kingsbury             | Donald C. Hume Betty Uber                         |
| 1937      | Ralph Nichols                                   | Thelma Kingsbury                                | Leslie Nichols Ralph Nichols                    | Betty Uber Diana Doveton                        | Ian Maconachie Thelma Kingsbury                   |
| 1938      | Ralph Nichols                                   | Daphne Young                                    | Leslie Nichols Ralph Nichols                    | Betty Uber Diana Doveton                        | Raymond M. White Betty Uber                       |
| 1939      | Tage Madsen                                     | Dorothy Walton                                  | Thomas Boyle James Rankin                       | Ruth Dalsgaard Tonny Olsen                      | Ralph Nichols Bessie M. Staples                   |
| 1940 1946 | wegen des Zweiten Weltkrieges nicht ausgetragen | wegen des Zweiten Weltkrieges nicht ausgetragen | wegen des Zweiten Weltkrieges nicht ausgetragen | wegen des Zweiten Weltkrieges nicht ausgetragen | wegen des Zweiten Weltkrieges nicht ausgetragen   |
| 1947      | Conny Jepsen                                    | Marie Ussing                                    | Tage Madsen Poul Holm                           | Tonny Ahm Kirsten Thorndahl                     | Poul Holm Tonny Ahm                               |
| 1948      | Jørn Skaarup                                    | Kirsten Thorndahl                               | Preben Dabelsteen Børge Frederiksen             | Tonny Ahm Kirsten Thorndahl                     | Jørn Skaarup Kirsten Thorndahl                    |
| 1949      | David G. Freeman                                | Aase Schiøtt Jacobsen                           | Ooi Teik Hock Teoh Seng Khoon                   | Betty Uber Queenie Allen                        | Clinton Stephens Patricia Stephens                |
| 1950      | Wong Peng Soon                                  | Tonny Ahm                                       | Jørn Skaarup Preben Dabelsteen                  | Tonny Ahm Kirsten Thorndahl                     | Poul Holm Tonny Ahm                               |
| 1951      | Wong Peng Soon                                  | Aase Schiøtt Jacobsen                           | David Choong Eddy Choong                        | Tonny Ahm Kirsten Thorndahl                     | Poul Holm Tonny Ahm                               |
| 1952      | Wong Peng Soon                                  | Tonny Ahm                                       | David Choong Eddy Choong                        | Tonny Ahm Aase Schiøtt Jacobsen                 | Poul Holm Tonny Ahm                               |
| 1953      | Eddy Choong                                     | Marie Ussing                                    | David Choong Eddy Choong                        | Iris Rogers June White                          | David Choong June White                           |
| 1954      | Eddy Choong                                     | Judy Devlin                                     | Ooi Teik Hock Ong Poh Lim                       | Sue Devlin Judy Devlin                          | John Best Iris Cooley                             |
| 1955      | Wong Peng Soon                                  | Margaret Varner                                 | Finn Kobberø Jørgen Hammergaard Hansen          | Iris Rogers June White                          | Finn Kobberø Kirsten Thorndahl                    |
| 1956      | Eddy Choong                                     | Margaret Varner                                 | Finn Kobberø Jørgen Hammergaard Hansen          | Sue Devlin Judy Devlin                          | Tony Jordan June Timperley                        |
| 1957      | Eddy Choong                                     | Judy Devlin                                     | Joe Alston Johnny Heah                          | Anni Hammergaard Hansen Kirsten Thorndahl       | Finn Kobberø Kirsten Thorndahl                    |
| 1958      | Erland Kops                                     | Judy Devlin                                     | Erland Kops Poul-Erik Nielsen                   | Margaret Varner Heather Ward                    | Tony Jordan June Timperley                        |
| 1959      | Tan Joe Hok                                     | Heather Ward                                    | Lim Say Hup Teh Kew San                         | Iris Rogers June White Timperley                | Poul-Erik Nielsen Inge Birgit Hansen              |
| 1960      | Erland Kops                                     | Judy Devlin                                     | Finn Kobberø Poul-Erik Nielsen                  | Sue Devlin Judy Devlin                          | Finn Kobberø Kirsten Granlund                     |
| 1961      | Erland Kops                                     | Judy Hashman                                    | Finn Kobberø Jørgen Hammergaard Hansen          | Judy Hashman Sue Devlin Peard                   | Finn Kobberø Kirsten Granlund                     |
| 1962      | Erland Kops                                     | Judy Hashman                                    | Finn Kobberø Jørgen Hammergaard Hansen          | Judy Hashman Tonny Holst-Christensen            | Finn Kobberø Ulla Rasmussen                       |
| 1963      | Erland Kops                                     | Judy Hashman                                    | Finn Kobberø Jørgen Hammergaard Hansen          | Judy Hashman Sue Devlin Peard                   | Finn Kobberø Ulla Rasmussen                       |
| 1964      | Knud Aage Nielsen                               | Judy Hashman                                    | Finn Kobberø Jørgen Hammergaard Hansen          | Karin Jørgensen Ulla Rasmussen                  | Tony Jordan Jennifer Pritchard                    |
| 1965      | Erland Kops                                     | Ursula Smith                                    | Ng Boon Bee Tan Yee Khan                        | Karin Jørgensen Ulla Strand                     | Finn Kobberø Ulla Strand                          |
| 1966      | Tan Aik Huang                                   | Judy Hashman                                    | Ng Boon Bee Tan Yee Khan                        | Judy Hashman Sue Devlin Peard                   | Finn Kobberø Ulla Strand                          |
| 1967      | Erland Kops                                     | Judy Hashman                                    | Henning Borch Erland Kops                       | Imre Rietveld Ulla Strand                       | Svend Pri Ulla Strand                             |
| 1968      | Rudy Hartono                                    | Eva Twedberg                                    | Henning Borch Erland Kops                       | Minarni Sudaryanto Retno Koestijah              | Tony Jordan Sue Pound                             |
| 1969      | Rudy Hartono                                    | Hiroe Yuki                                      | Henning Borch Erland Kops                       | Margaret Boxall Sue Pound Whetnall              | Roger Mills Gillian Perrin                        |
| 1970      | Rudy Hartono                                    | Etsuko Takenaka                                 | Tom Bacher Poul Petersen                        | Margaret Boxall Sue Pound Whetnall              | Per Walsøe Pernille Mølgaard Hansen               |
| 1971      | Rudy Hartono                                    | Eva Twedberg                                    | Ng Boon Bee Punch Gunalan                       | Noriko Takagi Hiroe Yuki                        | Svend Pri Ulla Strand                             |
| 1972      | Rudy Hartono                                    | Noriko Nakayama                                 | Christian Hadinata Ade Chandra                  | Machiko Aizawa Etsuko Takenaka                  | Svend Pri Ulla Strand                             |
| 1973      | Rudy Hartono                                    | Margaret Beck                                   | Christian Hadinata Ade Chandra                  | Machiko Aizawa Etsuko Takenaka                  | Derek Talbot Gillian Gilks                        |
| 1974      | Rudy Hartono                                    | Hiroe Yuki                                      | Tjun Tjun Johan Wahjudi                         | Margaret Beck Gillian Gilks                     | David Eddy Susan Whetnall                         |
| 1975      | Svend Pri                                       | Hiroe Yuki                                      | Tjun Tjun Johan Wahjudi                         | Machiko Aizawa Etsuko Takenaka                  | Elliot Stuart Nora Gardner                        |
| 1976      | Rudy Hartono                                    | Gillian Gilks                                   | Bengt Fröman Thomas Kihlström                   | Gillian Gilks Sue Pound Whetnall                | Derek Talbot Gillian Gilks                        |
| 1977      | Flemming Delfs                                  | Hiroe Yuki                                      | Tjun Tjun Johan Wahjudi                         | Etsuko Toganoo Emiko Ueno                       | Derek Talbot Gillian Gilks                        |
| 1978      | Liem Swie King                                  | Gillian Gilks                                   | Tjun Tjun Johan Wahjudi                         | Atsuko Tokuda Mikiko Takada                     | Mike Tredgett Nora Perry                          |
| 1979      | Liem Swie King                                  | Lene Køppen                                     | Tjun Tjun Johan Wahjudi                         | Verawaty Imelda Wiguna                          | Christian Hadinata Imelda Wiguna                  |
| 1980      | Prakash Padukone                                | Lene Køppen                                     | Tjun Tjun Johan Wahjudi                         | Gillian Gilks Nora Perry                        | Mike Tredgett Nora Perry                          |
| 1981      | Liem Swie King                                  | Hwang Sun-ai                                    | Rudy Heryanto Hariamanto Kartono                | Nora Perry Jane Webster                         | Mike Tredgett Nora Perry                          |
| 1982      | Morten Frost                                    | Zhang Ailing                                    | Razif Sidek Jalani Sidek                        | Lin Ying Wu Dixi                                | Martin Dew Gillian Gilks                          |
| 1983      | Luan Jin                                        | Zhang Ailing                                    | Thomas Kihlström Stefan Karlsson                | Xu Rong Wu Jianqiu                              | Thomas Kihlström Nora Perry                       |
| 1984      | Morten Frost                                    | Li Lingwei                                      | Rudy Heryanto Hariamanto Kartono                | Lin Ying Wu Dixi                                | Martin Dew Gillian Gilks                          |
| 1985      | Zhao Jianhua                                    | Han Aiping                                      | Kim Moon-soo Park Joo-bong                      | Han Aiping Li Lingwei                           | Billy Gilliland Nora Perry                        |
| 1986      | Morten Frost                                    | Kim Yun-ja                                      | Kim Moon-soo Park Joo-bong                      | Chung Myung-hee Hwang Hye-young                 | Park Joo-bong Chung Myung-hee                     |
| 1987      | Morten Frost                                    | Kirsten Larsen                                  | Li Yongbo Tian Bingyi                           | Chung Myung-hee Hwang Hye-young                 | Lee Deuk-choon Chung Myung-hee                    |
| 1988      | Ib Frederiksen                                  | Gu Jiaming                                      | Li Yongbo Tian Bingyi                           | Chung So-young Kim Yun-ja                       | Wang Pengren Shi Fangjing                         |
| 1989      | Yang Yang                                       | Li Lingwei                                      | Lee Sang-bok Park Joo-bong                      | Chung Myung-hee Chung So-young                  | Park Joo-bong Chung Myung-hee                     |
| 1990      | Zhao Jianhua                                    | Susi Susanti                                    | Kim Moon-soo Park Joo-bong                      | Chung Myung-hee Hwang Hye-young                 | Park Joo-bong Chung Myung-hee                     |
| 1991      | Ardy Wiranata                                   | Susi Susanti                                    | Li Yongbo Tian Bingyi                           | Chung So-young Hwang Hye-young                  | Park Joo-bong Chung Myung-hee                     |
| 1992      | Liu Jun                                         | Tang Jiuhong                                    | Rudy Gunawan Eddy Hartono                       | Yao Fen Lin Yanfen                              | Thomas Lund Pernille Dupont                       |
| 1993      | Heryanto Arbi                                   | Susi Susanti                                    | Jon Holst-Christensen Thomas Lund               | Chung So-young Gil Young-ah                     | Jon Holst-Christensen Grete Mogensen              |
| 1994      | Heryanto Arbi                                   | Susi Susanti                                    | Rudy Gunawan Bambang Suprianto                  | Chung So-young Gil Young-ah                     | Nick Ponting Joanne Wright                        |
| 1995      | Poul-Erik Høyer Larsen                          | Lim Xiaoqing                                    | Rexy Mainaky Ricky Subagja                      | Gil Young-ah Jang Hye-ock                       | Thomas Lund Marlene Thomsen                       |
| 1996      | Poul-Erik Høyer Larsen                          | Bang Soo-hyun                                   | Rexy Mainaky Ricky Subagja                      | Ge Fei Gu Jun                                   | Park Joo-bong Ra Kyung-min                        |
| 1997      | Dong Jiong                                      | Ye Zhaoying                                     | Ha Tae-kwon Kang Kyung-jin                      | Ge Fei Gu Jun                                   | Liu Yong Ge Fei                                   |
| 1998      | Sun Jun                                         | Ye Zhaoying                                     | Lee Dong-soo Yoo Yong-sung                      | Ge Fei Gu Jun                                   | Kim Dong-moon Ra Kyung-min                        |
| 1999      | Peter Gade                                      | Ye Zhaoying                                     | Tony Gunawan Candra Wijaya                      | Chung Jae-hee Ra Kyung-min                      | Simon Archer Joanne Goode                         |
| 2000      | Xia Xuanze                                      | Gong Zhichao                                    | Ha Tae-kwon Kim Dong-moon                       | Ge Fei Gu Jun                                   | Kim Dong-moon Ra Kyung-min                        |
| 2001      | Pullela Gopichand                               | Gong Zhichao                                    | Tony Gunawan Halim Haryanto                     | Gao Ling Huang Sui                              | Zhang Jun Gao Ling                                |
| 2002      | Chen Hong                                       | Camilla Martin                                  | Ha Tae-kwon Kim Dong-moon                       | Gao Ling Huang Sui                              | Kim Dong-moon Ra Kyung-min                        |
| 2003      | Muhammad Hafiz Hashim                           | Zhou Mi                                         | Sigit Budiarto Candra Wijaya                    | Gao Ling Huang Sui                              | Zhang Jun Gao Ling                                |
| 2004      | Lin Dan                                         | Gong Ruina                                      | Jens Eriksen Martin Lundgaard Hansen            | Gao Ling Huang Sui                              | Kim Dong-moon Ra Kyung-min                        |
| 2005      | Chen Hong                                       | Xie Xingfang                                    | Cai Yun Fu Haifeng                              | Gao Ling Huang Sui                              | Nathan Robertson Gail Emms                        |
| 2006      | Lin Dan                                         | Xie Xingfang                                    | Jens Eriksen Martin Lundgaard Hansen            | Gao Ling Huang Sui                              | Zhang Jun Gao Ling                                |
| 2007      | Lin Dan                                         | Xie Xingfang                                    | Koo Kien Keat Tan Boon Heong                    | Wei Yili Zhang Yawen                            | Zheng Bo Gao Ling                                 |
| 2008      | Chen Jin                                        | Tine Rasmussen                                  | Jung Jae-sung Lee Yong-dae                      | Lee Hyo-jung Lee Kyung-won                      | Zheng Bo Gao Ling                                 |
| 2009      | Lin Dan                                         | Wang Yihan                                      | Cai Yun Fu Haifeng                              | Zhang Yawen Zhao Tingting                       | He Hanbin Yu Yang                                 |
| 2010      | Lee Chong Wei                                   | Tine Rasmussen                                  | Jonas Rasmussen Lars Paaske                     | Yu Yang Du Jing                                 | Zhang Nan Zhao Yunlei                             |
| 2011      | Lee Chong Wei                                   | Wang Shixian                                    | Mathias Boe Carsten Mogensen                    | Wang Xiaoli Yu Yang                             | Xu Chen Ma Jin                                    |
| 2012      | Lin Dan                                         | Li Xuerui                                       | Jung Jae-sung Lee Yong-dae                      | Zhao Yunlei Tian Qing                           | Tontowi Ahmad Liliyana Natsir                     |
| 2013      | Chen Long                                       | Tine Baun                                       | Liu Xiaolong Qiu Zihan                          | Wang Xiaoli Yu Yang                             | Tontowi Ahmad Liliyana Natsir                     |
| 2014      | Lee Chong Wei                                   | Wang Shixian                                    | Mohammad Ahsan Hendra Setiawan                  | Wang Xiaoli Yu Yang                             | Tontowi Ahmad Liliyana Natsir                     |
| 2015      | Chen Long                                       | Carolina Marín                                  | Mathias Boe Carsten Mogensen                    | Bao Yixin Tang Yuanting                         | Zhang Nan Zhao Yunlei                             |
| 2016      | Lin Dan                                         | Nozomi Okuhara                                  | Vladimir Ivanov Ivan Sozonov                    | Misaki Matsutomo Ayaka Takahashi                | Praveen Jordan Debby Susanto                      |
| 2017      | Lee Chong Wei                                   | Tai Tzu-ying                                    | Markus Fernaldi Gideon Kevin Sanjaya Sukamuljo  | Chang Ye-na Lee So-hee                          | Lu Kai Huang Yaqiong                              |
| 2018      | Shi Yuqi                                        | Tai Tzu-ying                                    | Markus Fernaldi Gideon Kevin Sanjaya Sukamuljo  | Kamilla Rytter Juhl Christinna Pedersen         | Yuta Watanabe Arisa Higashino                     |
| 2019      | Kento Momota                                    | Chen Yufei                                      | Mohammad Ahsan Hendra Setiawan                  | Chen Qingchen Jia Yifan                         | Zheng Siwei Huang Yaqiong                         |
| 2020      | Viktor Axelsen                                  | Tai Tzu-ying                                    | Hiroyuki Endo Yuta Watanabe                     | Yuki Fukushima Sayaka Hirota                    | Praveen Jordan Melati Daeva Oktavianti            |
| 2021      | Lee Zii Jia                                     | Nozomi Okuhara                                  | Hiroyuki Endo Yuta Watanabe                     | Mayu Matsumoto Wakana Nagahara                  | Yuta Watanabe Arisa Higashino                     |
| 2022      | Viktor Axelsen                                  | Akane Yamaguchi                                 | Muhammad Shohibul Fikri Bagas Maulana           | Nami Matsuyama Chiharu Shida                    | Yuta Watanabe Arisa Higashino                     |
| 2023      | Li Shifeng                                      | An Se-young                                     | Fajar Alfian Muhammad Rian Ardianto             | Kim So-young Kong Hee-yong                      | Zheng Siwei Huang Yaqiong                         |
| 2024      | Jonatan Christie                                | Carolina Marín                                  | Fajar Alfian Muhammad Rian Ardianto             | Baek Ha-na Lee So-hee                           | Zheng Siwei Huang Yaqiong                         |
| 2025      |                                                 |                                                 |                                                 |                                                 |                                                   |

## Erfolgreichste Spieler
| Name                      | HE | DE | HD | DD | XD | Gesamt |
| ------------------------- | -- | -- | -- | -- | -- | ------ |
| George Alan Thomas        | 4  |    | 9  |    | 8  | 21     |
| Frank Devlin              | 6  |    | 7  |    | 5  | 18     |
| Judy Devlin               |    | 10 |    | 7  |    | 17     |
| Meriel Lucas              |    | 6  |    | 10 | 1  | 17     |
| Finn Kobberø              |    |    | 7  |    | 8  | 15     |
| Betty Uber                |    | 1  |    | 4  | 8  | 13     |
| Tonny Ahm                 |    | 2  |    | 6  | 4  | 12     |
| Ethel B. Thomson          |    | 5  |    | 4  | 2  | 11     |
| Erland Kops               | 7  |    | 4  |    |    | 11     |
| Gillian Gilks             |    | 2  |    | 3  | 6  | 11     |
| Kirsten Thorndahl         |    | 1  |    | 5  | 5  | 11     |
| Gao Ling                  |    |    |    | 6  | 5  | 11     |
| Ulla Strand               |    |    |    | 3  | 7  | 10     |
| Marjorie Barrett          |    | 5  |    | 4  |    | 9      |
| Ralph Nichols             | 5  |    | 3  |    | 1  | 9      |
| Park Joo-bong             |    |    | 4  |    | 5  | 9      |
| Chung Myung-hee           |    |    |    | 4  | 5  | 9      |
| Kitty McKane              |    | 4  |    | 2  | 2  | 8      |
| Gordon „Curly“ Mack       | 1  |    | 6  |    | 1  | 8      |
| Rudy Hartono              | 8  |    |    |    |    | 8      |
| Nora Perry                |    |    |    | 2  | 6  | 8      |
| Eddy Choong               | 4  |    | 3  |    |    | 7      |
| Raymond M. White          | 2  |    | 4  |    | 1  | 7      |
| Thelma Kingsbury          |    | 2  |    | 4  | 1  | 7      |
| Frank Chesterton          | 3  |    | 3  |    |    | 6      |
| Guy Sautter               | 3  |    | 1  |    | 2  | 6      |
| June Timperley            |    |    |    | 3  | 3  | 6      |
| Jørgen Hammergaard Hansen |    |    | 6  |    |    | 6      |
| / Sue Peard               |    |    |    | 6  |    | 6      |
| Tjun Tjun                 |    |    | 6  |    |    | 6      |
| Johan Wahjudi             |    |    | 6  |    |    | 6      |
| Ra Kyung-min              |    |    |    | 1  | 5  | 6      |
| Kim Dong-moon             |    |    | 2  |    | 4  | 6      |
| Huang Sui                 |    |    |    | 6  |    | 6      |
| Lin Dan                   | 6  |    |    |    |    | 6      |
| Violet Elton              |    |    |    | 5  |    | 5      |
| Poul Holm                 |    |    | 1  |    | 4  | 5      |
| Ge Fei                    |    |    |    | 4  | 1  | 5      |
| Yu Yang                   |    |    |    | 4  | 1  | 5      |
| Susan Whetnall            |    |    |    | 3  | 2  | 5      |
| Hiroe Yuki                |    | 4  |    | 1  |    | 5      |
| Etsuko Toganoo            |    | 1  |    | 4  |    | 5      |
| Yuta Watanabe             |    |    | 2  |    | 3  | 5      |
| Chung So-young            |    |    |    | 5  |    | 5      |
| F. S. Collier             |    |    | 3  |    | 1  | 4      |
| Norman Wood               | 2  |    | 1  |    | 1  | 4      |
| Albert Davis Prebble      |    |    | 3  |    | 1  | 4      |
| G. L. Murray              |    |    |    | 3  | 1  | 4      |
| Lavinia Clara Radeglia    |    | 3  |    | 1  |    | 4      |
| Herbert Uber              |    |    | 1  |    | 3  | 4      |
| Marjorie Henderson        |    |    |    | 4  |    | 4      |
| David Choong              |    |    | 3  |    | 1  | 4      |
| Wong Peng Soon            | 4  |    |    |    |    | 4      |
| Iris Rogers               |    |    |    | 3  | 1  | 4      |
| Tony Jordan               |    |    |    |    | 4  | 4      |
| Svend Pri                 | 1  |    |    |    | 3  | 4      |
| Morten Frost              | 4  |    |    |    |    | 4      |
| Hwang Hye-young           |    |    |    | 4  |    | 4      |
| Susi Susanti              |    | 4  |    |    |    | 4      |
| Gu Jun                    |    |    |    | 4  |    | 4      |
| Lee Chong Wei             | 4  |    |    |    |    | 4      |

1. ↑  später Judy Hashman
2. ↑  vormals Tonny Olsen
3. ↑  vormals Ethel B. Larcombe
4. ↑  vormals Gillian Perrin, später Gillian Goodwin
5. ↑  später Kirsten Granlund
6. ↑  vormals Ulla Rasmussen
7. ↑  später Kitty Godfree
8. ↑  vormals Nora Gardner
9. ↑  vormals June White
10. ↑  vormals Sue Devlin
11. ↑  vormals Susan Pound
12. ↑  vormals Etsuko Takenaka
13. ↑  vormals Iris Cooley

## Siegerstatistik
Stand: April 2023
|    | Nation              | MS  | WS  | MD   | WD   | XD  | Gesamt |
| -- | ------------------- | --- | --- | ---- | ---- | --- | ------ |
| 1  | England             | 27  | 39  | 28.5 | 46.5 | 53  | 194    |
| 2  | Dänemark            | 22  | 14  | 21   | 11   | 21  | 89     |
| 3  | Volksrepublik China | 21  | 22  | 6    | 24   | 14  | 87     |
| 4  | Indonesien          | 15  | 4   | 23   | 2    | 6   | 50     |
| 5  | Südkorea            | 4   | 10  | 13   | 10   | 37  |        |
| 6  | Malaysia            | 15  |     | 11.5 |      | 0.5 | 27     |
| 7  | Japan               | 1   | 9   | 2    | 10   | 3   | 25     |
| 8  | Irland              | 7   |     | 7.5  | 2    | 3.5 | 20     |
| 9  | Vereinigte Staaten  | 1   | 12  | 0.5  | 4    | 1   | 18.5   |
| 10 | Schweden            | 1   | 3   | 2    |      | 0.5 | 6.5    |
| 11 | Chinesisch Taipeh   |     | 3   |      |      |     | 3      |
| 12 | Indien              | 2   |     |      |      |     | 2      |
| 13 | Kanada              |     | 1   |      |      |     | 1      |
| 13 | Russland            |     |     | 1    |      |     | 1      |
| 13 | Spanien             |     | 1   |      |      |     | 1      |
| 16 | Niederlande         |     |     |      | 0.5  |     | 0.5    |
| 16 | Schottland          |     |     |      |      | 0.5 | 0.5    |
|    | Gesamt              | 112 | 112 | 113  | 113  | 113 | 563    |